# Girolamo de Liguori

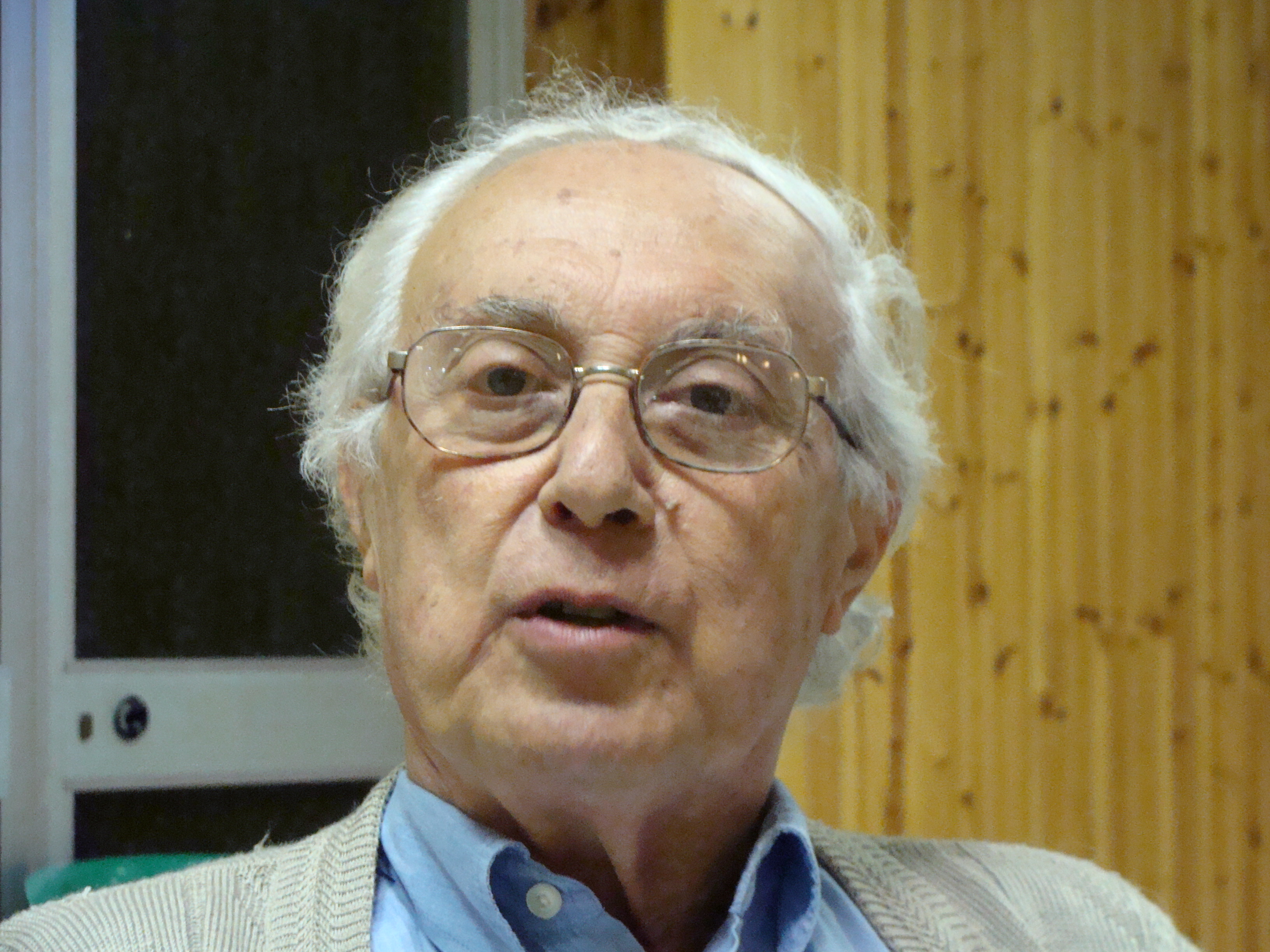
Ritratto di Girolamo de Liguori

Girolamo de Liguori (Roma, 30 novembre 1933 – Noceto, 23 ottobre 2022) è stato un filosofo e storico della scienza italiano; si è dedicato in gioventù anche alla pedagogia, all'impegno politico e al teatro.

## Biografia
Girolamo de Liguori ha frequentato il liceo classico presso i padri gesuiti dell’Istituto Massimo di Roma. Studia poi giurisprudenza all'università La Sapienza e durante gli anni universitari si impegna anche in una intensa attività teatrale raccontata nel libro Scherzi della memoria prefatto da Franco Ferrarotti.  Nel 1959 è tra i fondatori del CUT (Centro Universitario Teatrale) di Roma, stabilendo contatti con attori e registi quali Giorgio Albertazzi, Anna Proclemer, Vittorio Gassman, Evi Maltagliati  e molti altri attori e registi, organizzando nel 1960 un grande convegno nell’aula magna dell’Università di Roma con Gassman e Lucignani su La Messinscena dell'Adelchi di Manzoni. Si laurea nello stesso ateneo nel 1962 con una tesi in Filosofia del diritto sullo scetticismo giuridico. Fresco di laurea viene nominato assistente della disciplina alla cattedra di nuova istituzione presso l’Università degli Studi di Lecce. Sposa Aurora, dalla quale avrà tre figli (Enrico, Eclita e Mario). Vince per concorso la cattedra di storia e filosofia nei Licei e inizia la carriera di docente nel Liceo Classico Calamo di Ostuni. Contemporaneamente si impegna nell'insegnamento nelle scuole secondarie superiori e nell'attività pedagogica, si dedica all'impegno politico e alla ricerca storica del pensiero filosofico, pubblicando saggi, articoli e monografie per importanti editori,  stabilendo collaborazioni continuative culturali e scientifiche con specialisti e centri di ricerca. Prende successivamente il titolo di dottore di ricerca in filosofia presso le consorziate università di Bari, Urbino e Ferrara. Ha ricoperto nel corso della sua carriera diversi incarichi universitari presso l'università di Trento, del Salento ed ha partecipato come relatore a convegni scientifici internazionali presso le Università di Torino, Firenze, Lecce, Cassino, Napoli, ecc. 
Uomo di cultura dai molteplici interessi, Girolamo de Liguori ha coltivato nella sua vita anche l'interesse per l'arte. Nipote diretto del pittore Luigi Oronzo Pappadà (1849-1949) ne ha valorizzato l'opera attraverso la raccolta di quadri e documenti, attraverso mostre e convegni. 

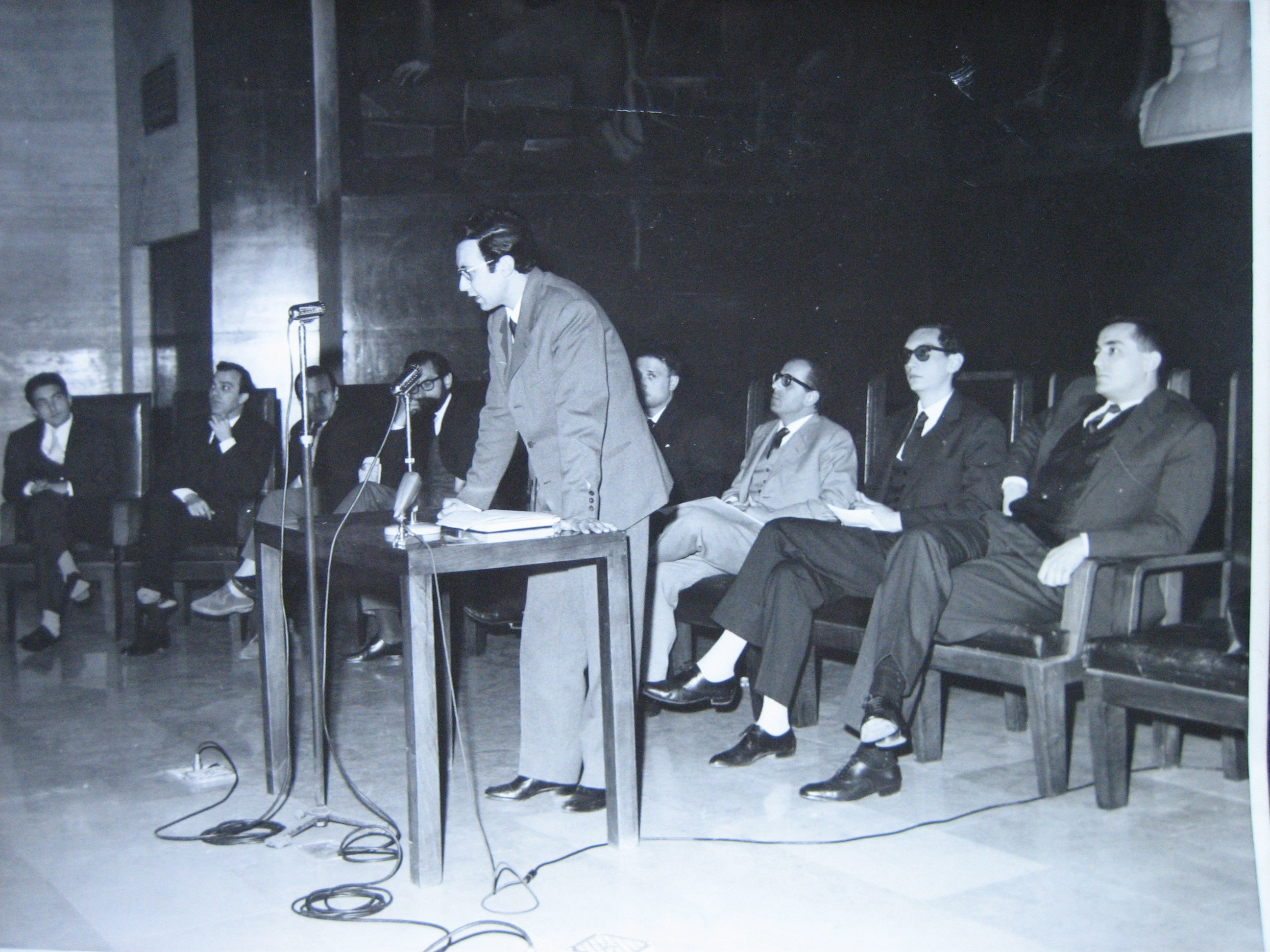
Primi anni Sessanta. Aula Magna dell'Università La Sapienza, Roma. G. de Liguori interviene al convegno da lui organizzato insieme al CUT di Roma. Alle sue spalle seduto in primo piano, Vittorio Gassman.

Dopo aver vissuto per parecchi anni in Puglia ad Ostuni, nel 1999 si trasferisce a Noceto, essendo vedovo dal 2007. Ha messo il suo vissuto culturale a disposizione del Comune di Noceto, per l'ideazione e l'organizzazione di attività, nell'ambito della poesia e del teatro, promosse dall'Assessorato alla Cultura. 
Muore in Emilia Romagna a Zibello (PR) nel 2022 ed è seppellito vicino a sua moglie Aurora nel cimitero di Noceto (PR). 

L'intera opera di Girolamo de Liguori, compresa di libri raccolti in più di 60 anni di studi, gli scritti dall'autore, i suoi manoscritti e altro materiale è custudito per volere dei figli presso il Centro internazionale Insubrico “Carlo Cattaneo” e “Giulio Preti”, centro studi per la filosofia, l’epistemologia, le scienze cognitive e la storia della scienza e delle tecniche. Il centro disporrà di un locale apposito dove studiosi e  ricercatori potranno nel prossimo futuro consultare la sua intera  biblioteca ed i suoi scritti. Il centro si trova presso l'Università degli Studi dell'Insubria, nel Dipartimento di Scienze Teoriche e Applicate,  in Via Dunant 7  a VARESE. 

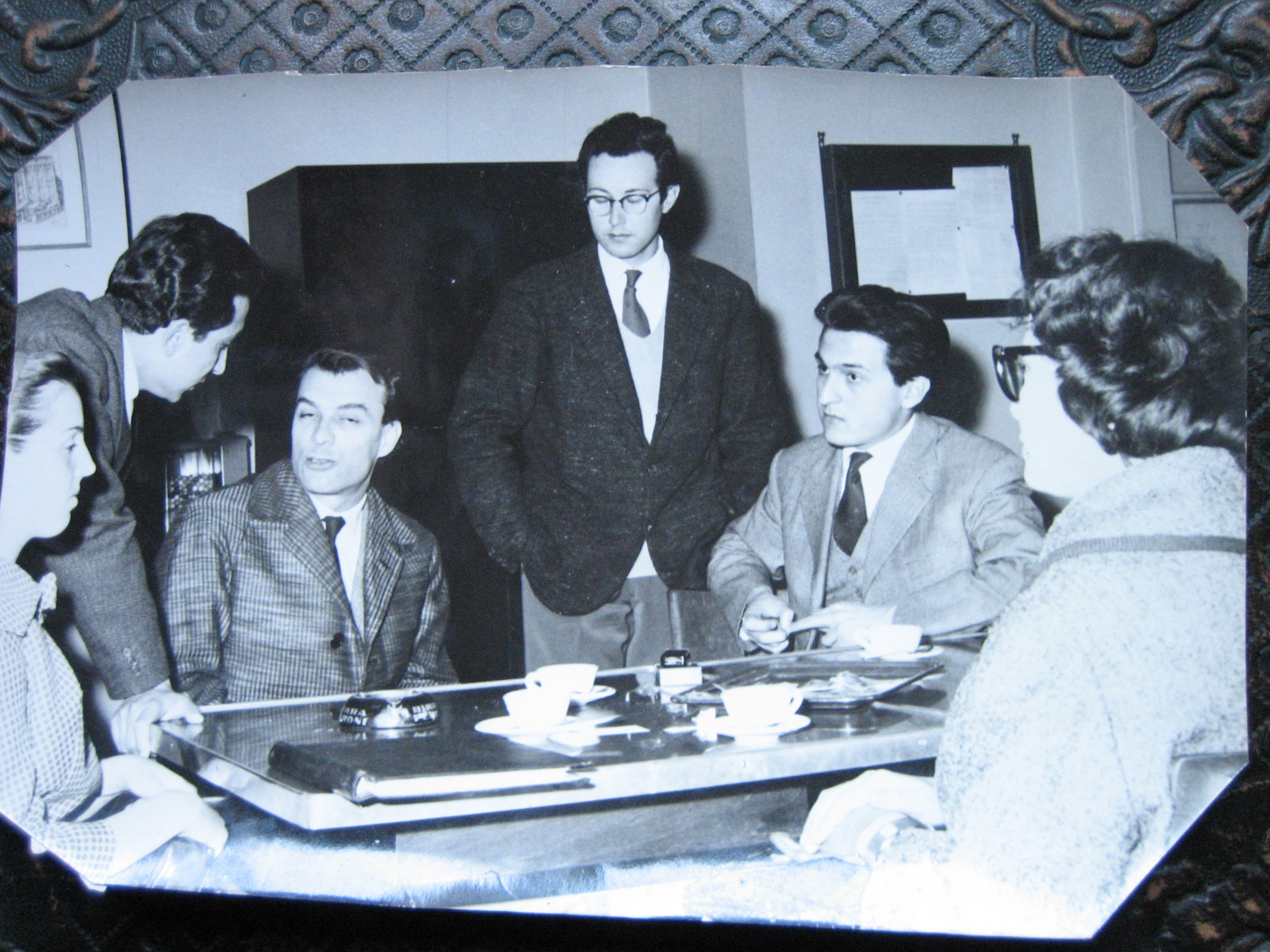
Primi anni Sessanta. Aula magna dell'Università La Sapienza, Roma, G. de Liguori (in piedi) con Giorgio Albertazzi, Anna Proclemer (di spalle) ed il regista Amedeo Fago.

## Studi e ricerche
Nella sua intensa attività di ricerca si è occupato di storia del pensiero moderno, storia della filosofia e storia della scienza. Con I baratri della ragione, viene riconosciuto come uno dei massimi studiosi dell'opera di Arturo Graf, importante autore italiano del quale de Liguori ha contribuito per primo a rivalutare il valore storico e culturale; ha scritto di Leopardi, Kant, e Cartesio. Ha trattato il Positivismo italiano di Giuseppe Sergi, Cesare Lombroso, Enrico Morselli e Tito Vignoli; dello scetticismo di Giuseppe Rensi ponendolo in critica relazione tra Leopardi e Pirandello; ha scritto del suo avo S. Alfonso M. de' Liguori e di altri autori noti e meno noti come il gesuita anticartesiano Giovan Battista De Benedictis, detto l'Aletino. Ha collaborato con l'Istituto della Enciclopedia Italiana Treccani, con la Domus Galileana di Pisa e con l'Istituto Italiano per gli Studi filosofici di Napoli nonché con le più importanti riviste filosofiche, storiche e letterarie nazionali.
Ha pubblicato per Editori quali Laterza, Le Monnier, La città del Sole - Istituto italiano per gli Studi Filosofici, Lacaita e molte altre.
Nel corso dei suoi studi ha tenuto diversi rapporti epistolari con eminenti personalità della letteratura, della filosofia e della scienza, quali: Eugenio Garin, Norberto Bobbio, Corrado Augias, Walter Binni, Ambrogio Donini, Franco Ferrarotti e Sebastiano Timpanaro, del quale sono state pubblicate 12 lettere sulla rivista Il "Ponte".

## Impegno politico

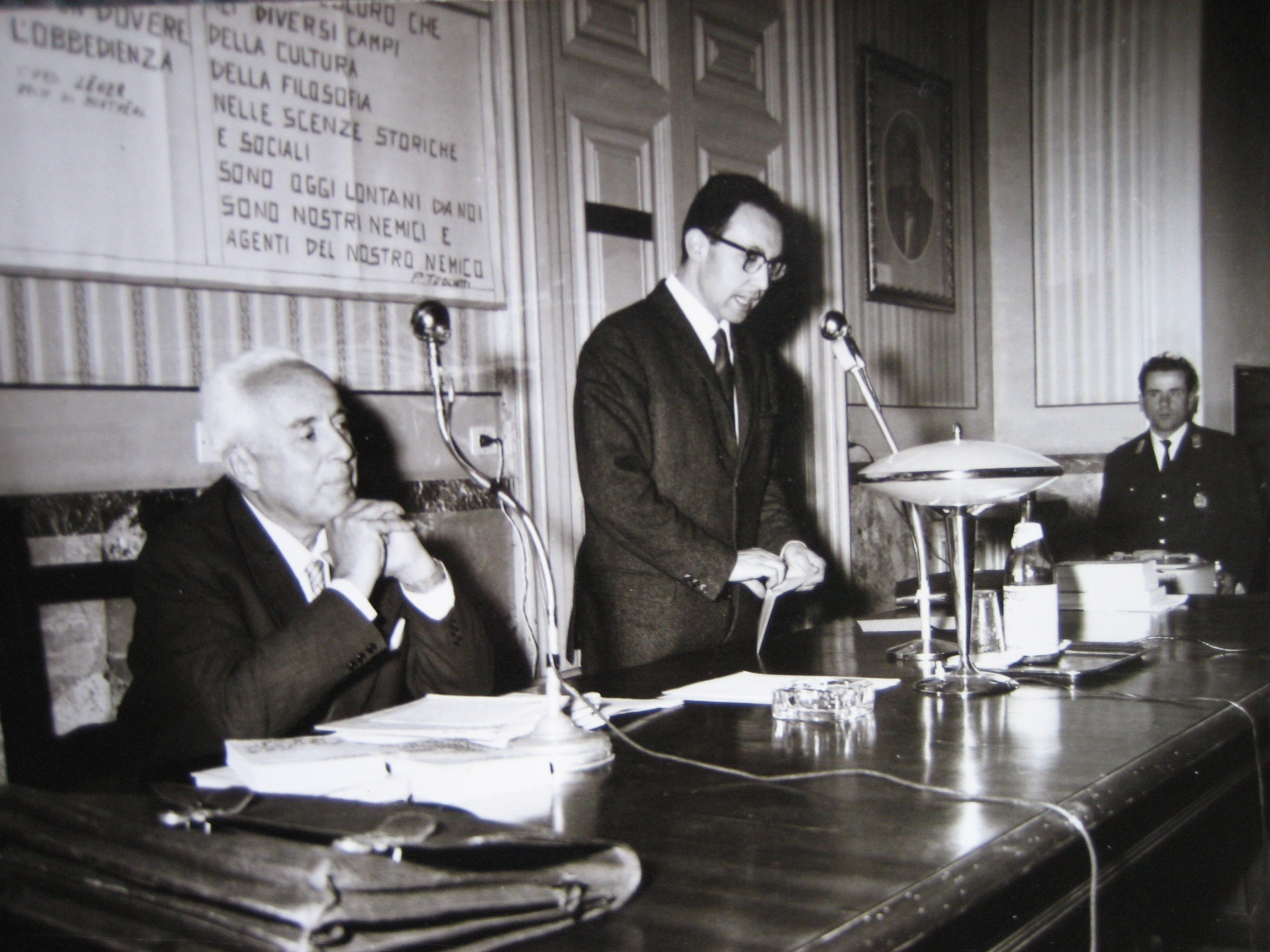
1967. Comune di Ostuni (BR) Intervento di G. de Liguori al convegno da lui organizzato sul tema del Dialogo tra Marxisti e Cattolici. Seduto il Senatore Prof. Ambrogio Donini.

Nel 1967 G. de Liguori, insieme ad altri giovani intellettuali, fonda ad Ostuni (BR) il Circolo Culturale “Sic et Non”,  cui aderiscono e collaborano note personalità della politica e della cultura quali il Senatore Prof. Ambrogio Donini, il meridionalista letterato Tommaso Fiore, Lucio Lombardo Radice,  matematico e fondatore e direttore di “Riforma della scuola” e docenti delle università di Bari, Roma e Lecce. Il circolo si impegna in complesse battaglie civili come quella per un dialogo tra marxisti e cattolici, ed altre incombenti questioni sociali come la campagna per il divorzio. Stringe intese, oltre che con molti uomini politici e studiosi di chiara fama, con il gruppo dei cattolici del Gallo di Genova e coi fiorentini seguaci di Giorgio La Pira, i quali si riunivano intorno alla rivista “Testimonianze” diretta da padre Ernesto Balducci e Danilo Zolo, nonché con i ragazzi della Scuola di Barbiana, diretta da Don Lorenzo Milani. Manifesto editoriale del "Sic et Non" è la rivista Presenza, da lui diretta, che testimonia questa attività politica allora pionieristica per una piccola provincia del Sud Italia. I sette numeri pubblicati della rivista Presenza, e altra documentazione di tale impegno politico, sono attualmente depositati presso la Biblioteca Comunale di Ostuni (BR) intitolata a Francesco Trinchera e comunque ampiamente documentati nell'unico libro autobiografico dello stesso autore.

## Critica e commenti sull'opera di Girolamo de Liguori

### Carteggio con illustri studiosi[6]
- Norberto Bobbio: «[…]  Il libro[3] mi pare di grande interesse, per l’ampiezza e la serietà della ricerca su un tema, se non sbaglio, mai scandagliato a fondo, eppure importante nell'ambito più vasto della storia della filosofia positiva, della critica letteraria e della cultura torinese (argomento a me particolarmente caro). Sono convinto che si tratta di un lavoro di prim'ordine, che rende giustizia a uno studioso e a uno scrittore (e poeta) che è stato sì, ricordato più volte dai suoi discepoli, ma è stato poi dimenticato dagli storici. Credo che questo libro sia un effettivo contributo alla migliore di quel periodo della nostra storia che la cultura idealistica aveva disdegnato: un contributo di cui soprattutto noi piemontesi dobbiamo essere grati».
- Sebastiano Timpanaro: «[…] Mi sembra, e non lo dico per adulazione, ma con piena sincerità, un'opera[3] di livello davvero eccezionalmente alto, per la caratterizzazione del protagonista e di tutto il suo ambiente, per tutto ciò che finora ignoto essa porta alla luce. E’ venuto fuori cosi un lavoro che molto di rado accade di leggere».
- Ambrogio Donini: «[…] Mi pare, ad un primo esame, fondamentale per la conoscenza del periodo ancora poco conosciuto. Apprezzo moltissimo tale metodo di indagine e la serietà della documentazione. Uno studio di questo genere[3] è certamente costato decenni di intensa documentazione».
- Guido Oldrini:  […]  ho letto subito il volume[3] su Arturo Graf così ricco e con non poco profitto. Quando l’autore, in un punto se la prende con gli storici della ﬁlosoﬁa italiana che trascurano il Arturo Graf, anzi noni menzionano affatto, mi sento in colpa; e tanto più in quanto io, studioso della cultura napoletana, mi son lasciato sfuggire quei nessi di Arturo Graf con Napoli che il volume di de Liguori illustra con tanta passione».
- Franco Contorbia: «[…]  poche volte accade di fare i conti con un libro[3] così fatto, stratificato, totalizzante […]; ad apertura di pagina si avverte l’impegno, il grado di coinvolgimento appassionato con cui lei ha condotto avanti negli anni una così impegnativa ricerca peculiare, quasi il centro della sua esistenza intellettuale, il punto di arrivo (e a un tempo di partenza) di un confronto che è culturale ma anche morale e politico. […]  La qualità di un tale lavoro, mi pare, fuori dell’ordinario».
- Donato Valli:  «L’autore ha consegnato alla critica e alla conoscenza uno studio[3] così complesso da poter essere considerato un esaustivo panorama della cultura del secondo Ottocento italiano e non solo italiano […]».

### Recensioni di illustri studiosi
- Paolo Rossi, «[…] L'autore… ha fatto emergere un quadro ricco e articolato dove accanto alle ombre brillano alcune luci importanti». Recensione sulla rivista «Panorama […]»[7] riguardante il vol. di de Liguori Materialismo inquieto[8], edito da Laterza .
- Giorgio Cosmacini,  «[…] Il lavoro di de Liguori è largamente meritorio oltreché ampiamente documentato». Recensione uscita su «Il Corriere della sera […]»[9] riguardante il vol. di de Liguori Materialismo inquieto[8], edito da Laterza.
- Mario Marti: «Dalle appassionate e diuturne indagini dell’autore su Arturo Graf e il suo tempo è venuto fuori il ponderoso, massiccio volume[3], che ho ricevuto come caro e preziosissimo dono. Davvero lusinghiera la “presentazione” di un grande Maestro come Eugenio Garin, e accattivante e simpatica l’”Avvertenza”. Tutto il resto è da leggere […]». Recensione al volume di de Liguori su Graf[3], uscita sul «Giornale storico della letteratura italiana».[10]
- Corrado Augias: «[…] Quella di De Liguori è infatti una storia meridionale che parte da una finzione narrativa di gusto classico ma così classico da poterla ritrovare in alcuni capolavori tanto celebri che non vale nemmeno la pena di citarli […]»[11].

## Pubblicazioni (di Girolamo de Liguori)
- 1966, Trasimaco aveva ragione, «La Rassegna pugliese», I, n 7/8
- 1966, Giustizia e carità fra filosofia e vita, Ivi, n° 12
- 1967, Lo scetticismo giuridico di Giuseppe Rensi, «Rivista Internazionale di Filosofia del diritto», a. XLIV, fasc. II
- 1968, Una moderna enciclopedia del sapere, «La Rassegna pugliese», III, n° 3/4
- 1971, Efirov e la filosofia italiana, «Problemi», gennaio-aprile, n° 25, pp. 1130-1132
- 1971, Un Leopardi antiprogressivo, «Dimensioni», a. XV, n°1
- 1971, In tema di materialismo marxista, Ivi, a. V, n° 2
- Vincenzo Gioberti e la filosofia leopardiana. Momenti del conflitto tra l’ideologia cattolico borghese e la protesta leopardiana, «Problemi», n° 28, pp. 1178-1185
- 1980, Un episodio di solitudine. Rassegna di studi su Arturo Graf Ivi, settembre-dicembre, n° 59, pp. 246-265
- 1981, Leopardi e i gesuiti. Appunti per la storia della censura leopardiana, «La Rassegna della Letteratura italiana», a. LXXXV, n° 1/2, gennaio-agosto
- 1981 Quel povero “Diavolo” di Arturo Graf, «Giornale critico della Filosofia italiana», a. LX, fasc. III, sett.-dic.
- 1982, Le «Scandalose razzie». Scienza, politica, fede in Arturo Graf. Ivi, fasc. III, gennaio-aprile, pp. 66-106
- 1982, Scetticismo e religiosità in una rivista militante: «Pietre» (1926-1928), in AA. VV., La filosofia italiana attraverso le riviste, a cura di A. Verri, Micella, Lecce, pp. 259-257
- 1983, La condizione del senso. Per una riconsiderazione della lettura grafiana di Leopardi (1890-1898), «La Rassegna della Lett. It.», a. LXXXVII, n° 1/2, genn.-ag., pp. 125-161
- 1983, Il mito e la storia. Le ragioni dell’irrazionale in Arturo Graf, «Problemi», n° 66, pp. 58-75
- 1983, Quella «dubitante religiosità». Arturo Graf e il modernismo, «Giornale cr. della fil. It.», fasc. I, genn.-apr., pp. 91-107
- 1983, Mattia Doria tra platonismo e riformismo, «GCFI», fasc. II, pp. 226-233
- 1983, Il sodalizio Labriola-Arturo Graf negli anni della loro formazione (1868-1876), «Studi Piemontesi», vol. II
- 1983, Un anticartesiano di Terra d’Otranto: Giovambattista De Benedictis, in, Miscellanea di Storia Ligure, Univ. di Genova a. V, n° 2, vo lII
- 1984, Materialismo e positivismo. Questioni di metodo, in, Annali della Facoltà di Lettere e Filosofia dell’Univ. di Bari, voll. XII-XIII
- 1985, Nota su Benedetto Aletino e le polemiche anticartesiane a Napoli tra i secoli XVII e XVIII, «Rivista di storia della filosofia», n° 2
- 1986, L’araba fenice: ossia la filosofia nella secondaria, «Idee», n° 1
- 1986, I baratri della ragione. Arturo Graf e la cultura del secondo Ottocento, Prefazione di E. Garin, Lacaita, Manduria, pp. 463
- 1986, Le ambiguità della ragione. «Idee», n° 2/3
- 1986-1988, Per la storia della psicofisica in Italia. Il materialismo psicofisico e il dibattito sulle teorie parallelistiche in Italia tra Ottocento e Novecento: Filppo Masci e Adolfo Faggi, parte I, «Teorie e modelli», n° triplo, 1/2/3, pp. 69-84; parte II, n° 1, pp. 63-83
- 1987, Di una rinnovata attenzione al materialismo ottocentesco, «Idee», n° 3/6
- 1987, Mito e scienza nell’antropologia e nella storiografia del positivismo italiano, in, AA. VV., La filosofia tra tecnica e mito, Atti del Convegno della SFI, Assisi ediz. Porziuncola, pp. ; poi in «Dimensioni», Livorno, n° 42
- 1988, Materialismo inquieto. Vicende dello scientismo in Italia nell’età del positivismo (1868-1911), Laterza Bari
- 1988, Salvatore Tommasi e la filosofia zoologica di Siciliani, in AA. VV., Rileggere Siciliani, a cura di G. Invitto e N. Paparella, Capone, Lecce, vol. I
- 1988, Presupposti epistemologici e immagine della scienza in Enrico Morselli e Arturo Graf in AA. VV., Filosofia e politica a Genova nell’età del positivismo, Atti del Conv. dell’Associazione filosof. Ligure, 14-16 maggio 1987, a cura di D. Cofrancesco, vol. I, Compagnia dei Librai, Genova, pp. 21-40; poi in Materialismo e scienze dell’uomo (v. n° 32 seguente, 1990)
- 1989, Kant e la religiosità filosofica di Piero Martinetti, in, A partire da Kant. L’eredità della “Critica della ragion pura”, a cura di A. Fabris e L. Baccelli. Introduzione di S. Marcucci, Angeli, Milano
- 1990, Materialismo e scienze dell’uomo. Il dibattito su scienze e filosofia del secondo Ottocento, Lacaita, Manduria
- 1990, La fondazione razionale della fede in Piero Martinetti, «Dimensioni», Livorno, n° 56/57, dicembre
- 1991, Darwinismo e teorie dell’evoluzione nella prospettiva monistica di E. Morselli, in. AA.VV., Il nucleo filosofico della scienza, a cura di Guido Cimino, Congedo, Galatina
- 1992, L’immagine della donna nel paradigma positivistico della “degenerazione”, in. AA. VV., Salvatore Morelli. Emancipazione e democrazia nell’Ottocento europeo, a cura di G. Conti Odorisio, Ed. Scientif. Ital., Napoli
- 1993, La cultura filosofica nella Torino di fine Ottocento, «Rivista di filosofia», vol. XXXIV, n° 3, dic.
- 1994, Presupposti torinesi della singolarità filosofica di P. Martinetti, «Studi Piemontesi», vol. LXXXIV, n° 3, dicembre
- 1995, E’ possibile la storia dello scetticismo?, «Segni e comprensione», a. IX, n°26
- 1993-1995, «I filosofi delle bancarelle». Per la critica della storiografia filosofica del Novecento, «Lavoro critico», nuova serie, n° 25/26/27
- 1995, Il sentiero dei perplessi. Scetticismo, nichilismo e critica della religione in Italia da Nietzsche a Pirandello, La città del Sole, Napoli
- 1995, La reazione a Cartesio nella Napoli del Seicento. Giovambattista De Benedictis, «GCFI», a. LXXV, fasc.III
- 1996, La revisione della storiografia sul Mezzogiorno, «Segni e comprensione», a. X, n° 29
- 1996, Positivismo e letteratura. Antologia di testi, con Introd. e note, Graphis Bari
- 1997, La lezione scettica di Rensi, «Critica liberale», vol. IV, n°33, pp. 101-102
- 1998, La psicofisica in Italia dal 1860 al 1901, in AA. VV., La psicologia in Italia, a cira di G. Cimino e N. Dazzi, Led, Milano
- 1998, Tito Vignoli e la psicologia animale e comparata, Ivi
- 1998, Pensatori dell’area torinese tra i due secoli, «Percorsi», Quaderni del Centro Frassati, Torino, n°2
- 1999, Il ritorno di Stratone. Per la collocazione del materialismo leopardiano nel pensiero ottocentesco, in M. Biscuso e F. Gallo, Leopardi antitaliano, Manifesto libri, Roma
- 1999, Kant e le scienze della natura. Notazioni in margine alle lezioni kantiane di Geografia fisica, in, Annali del Dipartimento di Scienze Storiche, Filosofiche e Geografiche dell’Univ. di Lecce, Lacaita Manduria
- 2000, C. Cattaneo, Psicologia delle menti associate, a cura di G. de L., Editori Riuniti, Roma
- 2000, Antropologia, psicologia comparata e scienze naturali in Tito Vignoli, «Teorie e modelli»,vol. V, n° 1/2
- 2000,  Geymonat, Ludovico, LIII, «voce» in DBI, Treccani.
- Antropologia e tassonomia in Kant. Da Blumembach a Buffon, Atti del Convegno per il Bicentenario della Geo-fisica kantiana, 1797-1997, Congedo Lecce
- 2000, Antropologia, psicologia comparata e scienze naturali in Tito Vignoli, «Teorie e modelli», vol. V, n. 1-2
- 2002, Cronache di filosofia del diritto in Italia. Widar Cesarini Sforza e i suoi corrispondenti, in «Quaderni di Storia dell’Università di Torino», a. VII, n°6, pp. 203-334
- 2002, Per Giuseppe Mucciarelli: positivismo psicologia e storia, «Segni e comprensione», 47, pp. 70-74
- 2003, Geymonat e il “materialismo verso il basso”, GCFI, fasc. III, sett.-dic., pp. 484-498
- 2004, Il materialismo di Timpanaro, «Critica liberale», vol. XI, n° 102, pp. 77-78
- 2004,  Lettere di S. Timpanaro a Girolamo de Liguori, in Il Ponte, a.l, nn 10-11,  160-181.
- 2004-2005, Da Teofrasto a Stratone. L’itinerario filosofico di Giacomo Leopardi, «Quaderni materialisti», n° ¾, pp. 195-223
- 2005, Antonio Labriola e Arturo Graf. Principio e fine di un sodalizio di vita e di pensiero, in Antonio Labriola e la sua università. Mostra documentaria per settecento anni della “Sapienza” (1383-2003) a cento anni dalla morte di Labriola (1904-2004), Aracne, Roma , pp. 235-248
- 2005, A. Arturo Graf, Memorie giovanili (1848-1876), Introduzione, commento e cura , “Gli Arsilli”, Edizioni dell’Orso, Alessandria
- 2005, Un catalogo per Labriola, «Critica Sociologica», 154-155, estate-autunno, pp. 203-2
- 2005, Utilità dell’inutile. Dalla elaborazione concettuale alla programmazione e alla costruzione di un catalogo, «Itinerari»,1/2, pp.141-157.
- 2005, I Gesuiti e la Cina. Le polemiche sui riti confuciani tra l’Aletino e i missionari domenicani, «Studi filosofici», XXVIII
- 2006, Le «imbrogliate bestemmie germaniche». Jacopo Moleschott e la medicina materialistica, «Physis», n° 2
- 2006, La fucina del filosofo. «Segni e comprensione», n. 58.  maggio-agosto
- 2006, Filosofia teologia e fisica di Cartesio nella Difesa della Terza lettera apologetica dell’Aletino (1705), «Il Cannocchiale», n° 2
- 2006, Alfonso de’Liguori e la filosofia del suo tempo: Spinoza, Bayle, Hobbes e Locke, «Rivista di Storia della Filosofia», n.4, pp. 891 – 916
- 2006, “Libido Sciendi”. Immagini dell’empietà nell’apologetica cattolica tra Sei e Settecento (dal Magalotti al Valsecchi), GCFI, fasc.II
- 2008,  Scherzi della memoria. Mappa di un itinerario non turistico tra politica e cultura in una provincia del Sud, (1963-1999). Prefazione di Franco Ferrarotti; Postafazione di Nicola Siciliani de Cumis, Salvatore Sciascia editore
- 2008, Medicina e filosofia in Italia tra evoluzionismo e scientismo. Da Salvatore Tommasi ad Enrico Morselli (1839-1911),  «Il cannocchiale»,2-3, pp. 47-70
- 2009, L’ ”alambicco dell’anima”. Note sul Mind body problem in Italia nell’età del positivismo, in Anima, mente e cervello. Alle origini del problema mente-corpo da Descartes all’Ottocento, a cura di Paolo Quintili, Unicopoli, pp. 283-308
- 2009, L’ateo smascherato. Immagini dell’ateismo e del materialismo nell’apologetica cattolica da Cartesio a Kant, Le Monnier /Università
- 2010, Le sorelle Vadalà. Quattro storie più una, [Romanzo] con prefazione di Corrado Augias Movimedia, Lecce
- 2010, Pensatori dell’area torinese tra i due secoli, in Quaderni Augusto Del Noce, Marco editore,  Lungro di Cosenza, pp.13-41
- 2011, Ateismo e filosofia. Considerazioni sull’ateismo latente nel pensiero moderno e sul rapporto tra fede e ragione, «Il Cannocchiale», n.1, pp. 15 – 44
- 2011, Le metamorfosi del linguaggio nella controversistica e nella pratica missionaria di Alfonso de’ Liguori, in, Le metamorfosi dei linguaggi nel Settecento, a cura di Carlo Borghero e Rosamaria Loretelli, Edizioni di Storia e letteratura, Roma, pp.189-209
- 2014, Dannazione e redenzione dell'Eros. Soggetti e figure dell'emarginazione: la donna come oggetto determinante nella invenzione cattolica del “peccato”di lussuria., in «Bollettino della Società filosofica italiana», n.211, gennaio-aprile 2014, pp. 29-45
- 2015, Le cose che non sono,  in «Critica Liberale», vol. XXI, aprile-giugno, pp. 104 e segg.
- Cerca altri scritti di Girolamo de Liguori su Cataloghi e Collezioni digitali delle biblioteche italiane